# Димитър Делчев (политик)
Димитър Андреев Делчев е български политик. Председател на политическа партия „Движение България на гражданите“. Народен представител от Реформаторския блок в XLIII народно събрание от 2014 г. до 2017 година. Народен представител от "Изправи се БГ! Ние идваме!" в XLVI народно събрание от 2021 година.

## Биография
През 2003 г. завършва едновременно Първа немска езикова гимназия и Първа английска езикова гимназия в София.
През 2009 г. става магистър по право в Софийския университет „Св. Климент Охридски“. През 2008 г. е победител с отбора на Софийския университет в състезанието CEEMC по европейско право, организирано от Кеймбриджкия университет и под егидата на Съда на Европейския съюз.
През 2010 г. получава диплома по „Английско и европейско право“ от Кеймбриджкия университет. Има също магистратура по „Мениджмънт и бизнес администрация“ от Американския университет в България (2013). Завършил е редица курсове по право на ЕС, административно и конституционно право, европейско частно право, право на неправителствените организации и др.
В периода 2006 – 2014 г. работи като юридически консултант в правна кантора „Евролекс България“. Практикува право в сферата на европейското право, административно право, дружествено право и търговски сделки.

## Обществена дейност
От 2009 до 2017 г. Делчев е председател на Сдружението за международни състезания по право. Съдия и национален администратор на състезанието по международно право Philip C. Jessup, което се провежда от 1959 г. във Вашингтон и събира над 550 отбора от 80 различни държави. От 2009 г. работи за популяризирането на състезанията по европейско и международно право сред студентите, съдейства за организиране и провеждане на състезанията в България и чужбина, подпомага подготовка на отбори от студенти, фондонабиране и др.
През 2009 г. е избран за заместник-председател на Клуб „Конрад Аденауер“, на който е член. Като негов член участва в организирането на семинари на политически и експертни теми през призмата на християндемократическите ценности, воденето на лекции и поддържането на мрежа от хора, които имат интереси в десния спектър на политиката.
Като правен консултант предоставя безвъзмездни консултации на неправителствени организации, сред които „Фрий София Тур“, Клуб „Мениджър“, български университети и др.

## Политическа дейност
През 2011 г. е съветник в кампанията на Меглена Кунева като независим кандидат за президент на Република България. Взема участие в подготовката на позиции и изготвянето на управленски програми в сферата на правосъдието, вътрешния ред и сигурността.
През 2012 г. става съучредител на политическа партия „Движение България на гражданите“, впоследствие е избран последователно за областен координатор в София област, председател на юридическата група, член на Националния съвет и член на Изпълнителния съвет на партията.
На парламентарните избори през 2014 г. Димитър Делчев е издигнат единодушно за водач на листата на Реформаторския блок в София област, като резултатът на РБ в избирателния район е оценен като отличен.
На 27 октомври 2014 г. се заклева като народен представител в XLIII народно събрание на Република България. С конституирането на Народното събрание е избран за секретар на Парламентарната група на „Реформаторски блок“, член на Временната комисия по подготовка на Правилника за организацията и дейността на НС, член на Постоянната комисия по правни въпроси и на Постоянната комисия по вътрешна сигурност и обществен ред. Избран е за заместник-ръководител на постоянната делегация на Народното събрание в Парламентарната асамблея на Организацията за сигурност и сътрудничество в Европа.
Народен представител от "Изправи се БГ! Ние идваме!" в XLVI народно събрание от 2021 година.